# The Matrimaniac
The Matrimaniac est un film américain réalisé par Paul Powell, sorti en 1916. 

## Fiche technique
- Réalisation :  Paul Powell
- Société de production : Fine Arts Film Company
- Durée : 46 minutes
- Date de sortie : 
  - États-Unis : 16 décembre 1916

## Distribution
- Douglas Fairbanks
- Constance Talmadge
- Wilbur Higby
- Fred Warren
- Winifred Westover
- Monte Blue
- Mildred Harris
- Carmel Myers
- Charles Stevens